# Piłka nożna na Światowych Wojskowych Igrzyskach Sportowych 2007
Piłka nożna na Światowych Wojskowych Igrzyskach Sportowych 2007 – zawody, które odbywały się w indyjskim Hajdarabadadzie w dniach 8–21 października 2007 roku podczas igrzysk wojskowych.

## Uczestnicy
W turnieju brało udział 17 drużyn; 11 drużyn męskich (234 piłkarzy) oraz 6 żeńskich (113 piłkarek),  (łącznie 14 reprezentacji narodowych oraz 347 zawodników). 

Reprezentacje mężczyzn:
- Afganistan
- Brazylia
- Egipt
- Indie
- Irlandia
- Kanada
- Kamerun
- Katar
- Korea Północna
- Niemcy
- Gwinea

Reprezentacje kobiet:
- Francja
- Holandia
- Kanada
- Korea Północna
- Niemcy
- Stany Zjednoczone

## Medaliści
| Konkurencja           | Złoto          | Srebro  | Brąz           |
| Kobiety (szczegóły)   | Korea Północna | Niemcy  | Francja        |
| Mężczyźni (szczegóły) | Egipt          | Kamerun | Korea Północna |

## Klasyfikacja medalowa
* Gospodarz zawodów został zaznaczony tym kolorem.
| Miejsce           | Państwo           | Złoto | Srebro | Brąz | Razem |
| 1                 | Korea Północna    | 1     | 0      | 1    | 2     |
| 2                 | Egipt             | 1     | 0      | 0    | 1     |
| 3                 | Kamerun           | 0     | 1      | 0    | 1     |
| 3                 | Niemcy            | 0     | 1      | 0    | 1     |
| 5                 | Francja           | 0     | 0      | 1    | 1     |
| Ogółem (5 państw) | Ogółem (5 państw) | 2     | 2      | 2    | 6     |